# زوران زيفكوفيتش (لاعب كرة يد)
زوران زيفكوفيتش (بالصربية: Зоран Живковић)‏ (5 أبريل 1945 في صربيا - ) هو مدرب كرة يد ولاعب كرة يد صربيا ويوغوسلافيا (وحمل سابقاً جنسية يوغوسلافيا) في مركز حارس مرمى ‏. شارك في الألعاب الأولمبية الصيفية 1972.

## وصلات خارجية
- زوران زيفكوفيتش على موقع أوليمبيديا (الإنجليزية)